# Pang Chol-mi
Pang Chol-mi (født 26. august 1994) er en nordkoreansk bokser.
Hun vandt en medalje ved AIBA Women's World Boxing Championships i 2019.
I 2024 blev hun den første nordkoreanske kvinde til at vinde en olympisk medalje i boksning, hvor hun vandt en bronzemedalje.
Hun vandt en guldmedalje ved IBA Women's World Boxing Championships i 2025.